# 杉組
杉組（すぎぐみ）は、愛知県名古屋市中村区大秋町に本部を置く暴力団で、指定暴力団山口組の二次団体。

## 歴代組長
- 初代 - 杉 重夫（五代目山口組舎弟）[2]
- 二代目 - 北島 虎（本名 : 北嶌延幸、六代目山口組若中）[1]

2020年1月、知人男性に組員になるよう迫り、現金を脅し取ろうとしたとして、恐喝未遂の疑いで愛知県警に逮捕された。
2021年4月、金融機関にキャッシュカードと預金通帳を再発行させだまし取ったとして、詐欺の疑いで兵庫県警に逮捕された。

## 最高幹部
二代目杉組
- 組長 - 北島 虎
- 若頭 - 山本重美 （新生伍勇会会長）
- 本部長 - 景行勝元
- 本部長代行 - 中川國光（國光一家総長）

## 下部組織
- 新生伍勇会 - 大阪府富田林市
- 國光一家 - 愛知県名古屋市
- 二代目北島組 - 愛知県名古屋市
- 二代目誠志会 - 宮城県仙台市